# Central nuclear de nova generació

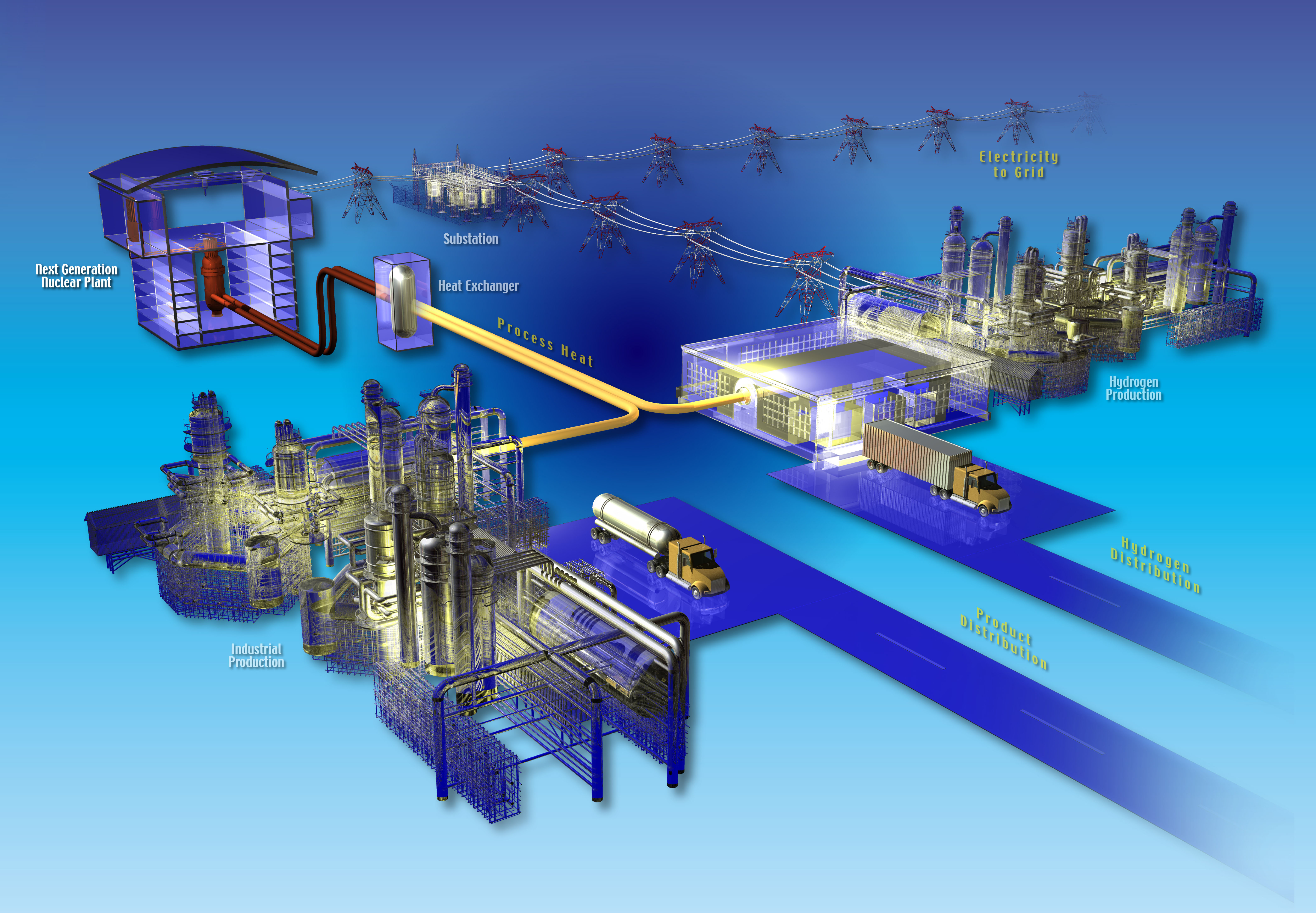
Planta nuclear de nova generació

Una planta nuclear de pròxima generació (NGNP) és un reactor de molt alta temperatura (VHTR) de generació IV proposat específic que es podria acoblar a una instal·lació de producció d'hidrogen veïna. També podria produir electricitat i subministrar calor de procés. Fins a un 30% d'aquesta calor es podria utilitzar per produir hidrogen mitjançant electròlisi a alta temperatura reduint significativament el cost del procés. El disseny del reactor previst està refrigerat per heli, utilitzant neutrons tèrmics moderats amb grafit i alimentat amb TRISO.
El disseny es va desenvolupar com un projecte dels Estats Units des del 2005 fins al 2011, però no es va procedir a un disseny detallat ni a una llicència.

## Implementació del projecte de central nuclear de nova generació
El NGNP, com a disseny d'una instal·lació d'energia nuclear, està estretament relacionat amb el Projecte de planta nuclear de nova generació del Departament d'Energia dels Estats Units (DOE) (Projecte NGNP). El projecte NGNP va incloure la participació del DOE, Idaho National Laboratory i el consorci d'utilitats comercials i dissenyadors de reactors NGNP Industry Alliance. La Comissió Reguladora Nuclear (NRC) dels Estats Units va participar en interaccions prèvies a la llicència amb DOE i INL sobre qüestions tècniques i polítiques que podrien afectar el disseny i la llicència del prototip de NGNP des del 2006 fins a la suspensió de l'esforç el 2013. Les interaccions de NRC pel que fa al NGNP es van registrar al NRC Docket PROJ0748.
El DOE i l'INL van establir el projecte NGNP tal com exigeix el Congrés al subtítol C del títol VI de la Llei de política energètica de 2005. La missió del projecte NGNP era desenvolupar, llicenciar, construir i operar un prototip de planta modular de reactor refrigerat per gas d'alta temperatura (HTGR) que generaria calor de procés d'alta temperatura per al seu ús en la producció d'hidrogen i altres indústries intensives en energia mentre generava. energia elèctrica al mateix temps. Els aspectes de producció d'hidrogen del projecte estaven estretament alineats amb els objectius del llavors president George W. Bush per crear una economia d'hidrogen liderada pels Estats Units. Tal com estipula la Llei de política energètica de 2005, les activitats de prellicència per al prototip de NGNP van començar amb el desenvolupament de l'Informe de l'estratègia de llicència de NGNP al Congrés que va ser emès conjuntament per NRC i DOE l'agost de 2008. Les interaccions posteriors de l'NRC amb DOE i INL es van centrar principalment en la revisió i l'avaluació de l'NRC d'una sèrie d'enviaments de llibres blancs de NGNP que descriuen els enfocaments que DOE i INL proposen seguir per establir les bases de seguretat tècnica i els criteris per a l'atorgament de llicències del prototip NGNP. Les interaccions prèvies a la llicència de NGNP van començar el 2006.
El DOE va emetre l'any 2007 una "sol·licitud d'expressions d'interès d'equips potencials de la indústria" que volen oferir serveis de disseny per desenvolupar el NGNP.
Amb un enfocament anterior en el reactor modular de llit de còdols de Sud-àfrica (PBMR), el 2012, INL va aprovar un disseny similar al reactor SC-HTGR (anteriorment "Antares") d'Areva com a central nuclear de nova generació escollida VHTR per desplegar-se. com a prototip el 2021. Estava en competència amb el reactor d'heli modular de turbina de gas de General Atomics i el PBMR de Westinghouse. La NGNP Industry Alliance va estar d'acord amb aquesta decisió del venedor de tecnologia del HTGR modular de nucli prismàtic AREVA en una configuració de subministrament de vapor per a aplicacions inicials per a la cogeneració de calor i electricitat de procés.